# Scotts Mills
Scotts Mills az Amerikai Egyesült Államok északnyugati részén, Oregon állam Marion megyéjében, az 1993-as földrengés helyszínének közelében elhelyezkedő város, a salemi statisztikai körzet része. A 2020. évi népszámlálási adatok alapján 419 lakosa van.

## Története
A település nevét a Robert Hall Scott és Thomas Scott által működtetett fűrésztelepről és malomról kapta. Az 1887-ben megnyílt posta első vezetője Thomas Scott volt.

## Éghajlat
A város éghajlata mediterrán (a Köppen-skála szerint Csb).
| Hónap                                   | Jan.  | Feb.  | Már.  | Ápr. | Máj. | Jún. | Júl. | Aug. | Szep. | Okt. | Nov.  | Dec.  | Év    |
| --------------------------------------- | ----- | ----- | ----- | ---- | ---- | ---- | ---- | ---- | ----- | ---- | ----- | ----- | ----- |
| Rekord max. hőmérséklet (°C)            | 21,0  | 22,0  | 22,0  | 28,0 | 36,0 | 34,0 | 37,0 | 37,0 | 37,0  | 31,0 | 24,0  | 21,0  | 37,0  |
| Átlagos max. hőmérséklet (°C)           | 6,6   | 8,1   | 9,2   | 11,6 | 15,1 | 18,0 | 22,2 | 22,3 | 19,9  | 14,8 | 9,0   | 6,6   | 13,7  |
| Átlagos min. hőmérséklet (°C)           | −0,1  | 1,0   | 0,8   | 2,0  | 4,6  | 7,3  | 9,3  | 9,6  | 8,0   | 5,2  | 1,9   | 0,2   | 4,2   |
| Rekord min. hőmérséklet (°C)            | −16,0 | −18,0 | −12,0 | −8,0 | −4,0 | −2,0 | 2,0  | 2,0  | −2,0  | −8,0 | −12,0 | −21,0 | −21,0 |
| Átl. csapadékmennyiség (mm)             | 301   | 232   | 226   | 167  | 130  | 85   | 29   | 39   | 81    | 166  | 307   | 320   | 2083  |
| Forrás: Western Regional Climate Center |       |       |       |      |      |      |      |      |       |      |       |       |       |

## Népesség
A 2010-es népszámláláskor a városnak 357 lakója, 131 háztartása és 93 családja volt. A népsűrűség 383,9 fő/km2. A lakóegységek száma 138, sűrűségük 148,4 db/km2. A lakosok 97,5%-a fehér,  0,3%-a indián, 1,4%-a ázsiai,  0,8%-a egyéb, . A spanyol vagy latino származásúak aránya 2,2% (   )
A háztartások 32,1%-ában élt 18 évnél fiatalabb. 61,1% házas, 4,6% egyedülálló nő, 5,3% egyedülálló férfi, 29% pedig nem család. 19,1% egyedül élt; 5,3%-uk 65 éves vagy idősebb. Egy háztartásban átlagosan 2,73 személy élt; a családok átlagmérete 3,17 fő.
A medián életkor 40,8 év volt. A város lakóinak 24,9%-a 18 évesnél fiatalabb, 8,9% 18 és 24 év közötti, 21,9%-uk 25 és 44 év közötti, 32,5%-uk 45 és 64 év közötti, 11,8%-uk pedig 65 éves vagy idősebb. A lakosok 53,5%-a férfi, 46,5%-a pedig nő.

## Park
A Scotts Mills Park 1961-ben nyílt meg a Portland General Electric és a Haskins házaspár által adományozott 4,2 hektáros területen.

## Fordítás
- Ez a szócikk részben vagy egészben  a   Scotts Mill, Oregon című angol Wikipédia-szócikk ezen változatának fordításán alapul.  Az eredeti cikk szerkesztőit annak laptörténete sorolja fel. Ez a jelzés csupán a megfogalmazás eredetét és a szerzői jogokat jelzi, nem szolgál a cikkben szereplő információk forrásmegjelöléseként.